# Lypha longicornis
Lypha longicornis là một loài ruồi trong họ Tachinidae.